# NSB Di 8 sorozat
Az NSB Di 8 sorozat egy norvég Bo'Bo' tengelyelrendezésű tehervonati dízelmozdony-sorozat. A Maschinenbau Kiel gyártott, amikor a Siemens Schienenfahrzeugtechnik tagja volt, 1996 és 1997 között az NSB részére. Összesen 20 db készült a sorozatból.
A mozdonyok Caterpillar 3516 DI–TA főmotorral vannak felszerelve, amely 1570 kilowatt (2110 LE) teljesítményt és 270 kilonewton (61 000 lbf) induló vonóerőt biztosít.
1996-ban húsz mozdonyt szállítottak le, amelyek nagyrészt a MaK korábbi gyártási sorozatain, a holland NS 6400 sorozaton és a német DE 1002-es sorozaton alapulnak, bár a specifikációkat némileg feljavították. Az NSB az elöregedő NSB Di 3 sorozat helyett vette át, és az egységeket tehervonatokon használták a nem villamosított vonalakon, többek között a Nordland Line és a Røros Line vonalakon. Az NSB teherszállító részlegének szétválásakor, 2002-ben kerültek át a CargoNethez. Tíz egységet 2011-ben eladtak a GB Railfreightnek, és a Scunthorpe-i acélműveknél használják őket Scunthorpe-ban, az Egyesült Királyságban.